# Filip Bednarek
Filip Bednarek (* 26. září 1992, Słupca, Polsko) je polský fotbalový brankář a bývalý mládežnický reprezentant, od roku 2016 hráč klubu De Graafschap.
Jeho bratrem je fotbalista Jan Bednarek.

## Klubová kariéra
Filip Bednarek hrál v Polsku v mládežnickém věku za kluby Sokół Kleczew a Amica Wronki. V roce 2008 přestoupil do nizozemského klubu FC Twente. V A-týmu Twente debutoval 6. 12. 2012 proti švédskému týmu Helsingborgs IF v Evropské lize UEFA (porážka 1:3).
V červenci 2015 přestoupil do FC Utrecht.

## Reprezentační kariéra
Reprezentoval Polsko v mládežnických výběrech.